# Wołowszczyzna (sielsowiet Zdanowicza)
Wołowszczyzna (biał. Валоўшчына, ros. Воловщина) – wieś na Białorusi, w obwodzie mińskim, w rejonie mińskim, w sielsowiecie Zdanowicza.
Dawniej uroczysko osiadłe. W czasach Rzeczypospolitej ziemie te leżały w województwie mińskim. Odpadły od Polski w wyniku II rozbioru. W granicach Rosji wieś należała do ujezdu mińskiego w guberni mińskiej. Ponownie pod polską administracją w latach 1919–1920 w okręgu mińskim Zarządu Cywilnego Ziem Wschodnich.